# Hallunda (metropolitana di Stoccolma)
Hallunda è una stazione della metropolitana di Stoccolma.
È situata nel comune di Botkyrka, zona periferica esterna al comune di Stoccolma ma facente comunque parte della più vasta Contea di Stoccolma. La stazione si trova sul tracciato della linea rossa T13, tra la fermata di Alby e il capolinea di Norsborg.
La sua apertura ufficiale avvenne il 12 gennaio 1975, stesso giorno in cui iniziò ad essere operativo il tratto tra Fittja e Norsborg. In ordine cronologico è stata la 77ª fermata della rete cittadina.
La piattaforma, collocata in superficie, è accessibile dal centro commerciale Hallunda centrum e dal viale Skarpbrunnavägen. Il progetto per la costruzione della stazione fu affidato all'architetto Michael Granit, mentre all'esterno della biglietteria campeggia un'opera dell'artista giapponese Kazuko Tamura (datata 1993) composta da plexiglas e tubi al neon.
L'utilizzo medio quotidiano durante un normale giorno feriale è pari a 2.600 persone circa.

## Tempi di percorrenza
| Linea | Capolinea | Tempo  | Stazione                                                  | Tempo                              |
| T13   | Ropsten   | 43 min | Liljeholmen Slussen Gamla stan T-Centralen Östermalmstorg | 25 min 31 min 33 min 35 min 37 min |
| T13   | Norsborg  | 1 min  | Liljeholmen Slussen Gamla stan T-Centralen Östermalmstorg | 25 min 31 min 33 min 35 min 37 min |